# پاندا و مار جادویی

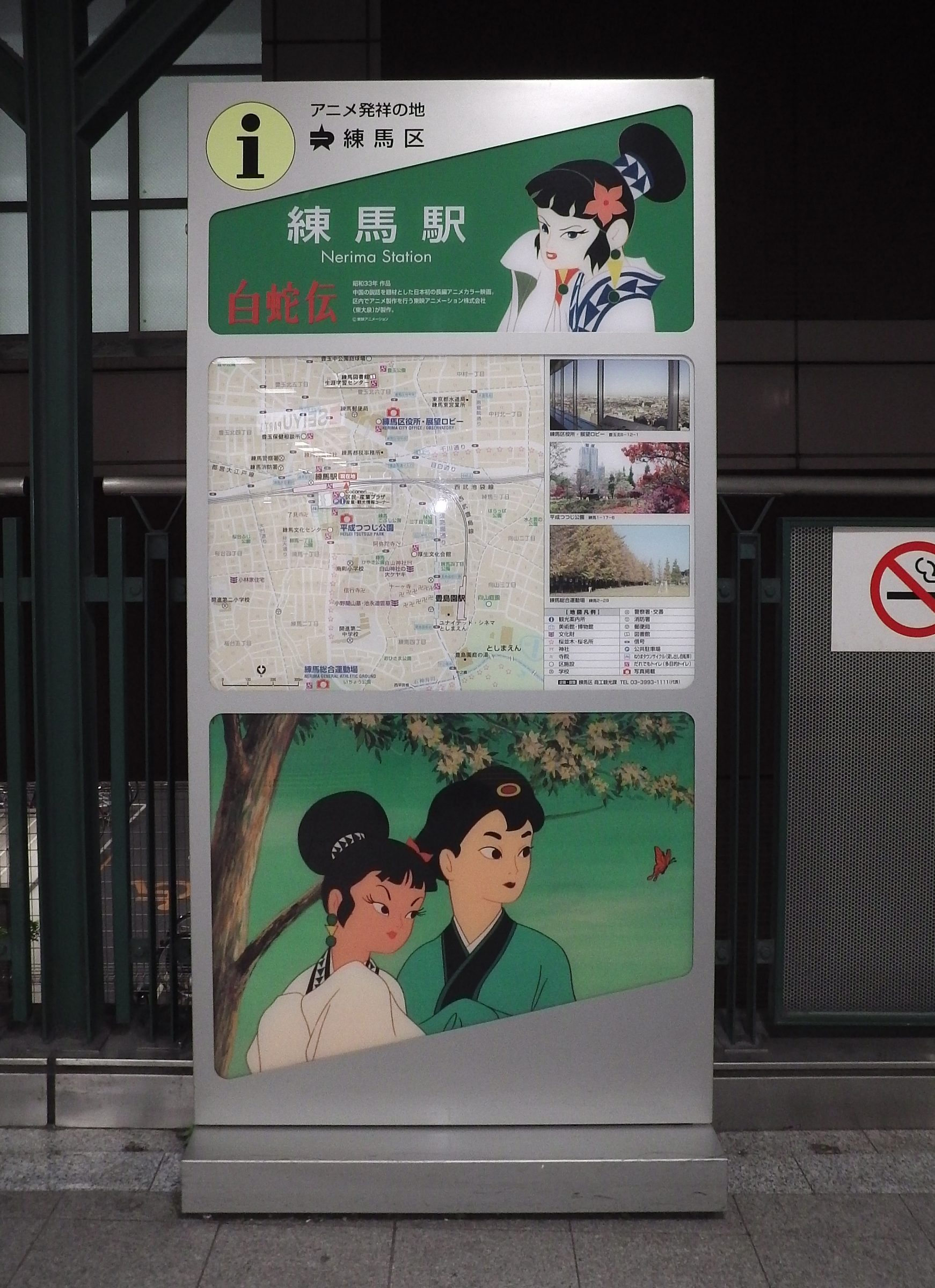
یادبود انیمه در توکیو

پاندا و مار جادویی (به انگلیسی: Panda and the Magic Serpent)، که با نام‌های داستان مار سفید (به انگلیسی: The Tale of the White Serpent) هم شناخته می‌شود اولین فیلم سینمایی انیمه رنگی است که در سال ۱۹۵۸ منتشر شد. این یکی از سه انیمه تاریخ بود که در آمریکا تحت عنوان پاندا و مار جادویی منتشر شد. در آوریل ۲۰۱۹ نسخه بازیابی شده فیلم برای نمایش در بخش کلاسیک کن در جشنواره فیلم کن ۲۰۱۹ انتخاب شد.